# 三圳镇
三圳镇，是中华人民共和国广东省梅州市蕉岭县下辖的一个乡镇级行政单位。

## 行政区划
三圳镇下辖以下地区：
三圳镇社区、芳心村、招福村、九岭村、福北村、河西村、顺岭村、台塘村、铁西村和东岭村。